# 오가덴

오가덴 민족해방전선의 기

오가덴(Ogaden, 소말리어: Ogaadeen 오가덴)은 에티오피아 소말리주의 역사적 명칭중 하나이다. 면적은 약 20만 평방킬로미터에 달하며 소말리아, 에티오피아, 지부티, 케냐와 국경을 접하는 광대한 영역이다. 소말리족들은 소말리 갈비드(서소말리아)라고도 부른다. 주민은 대부분 소말리족이며 이슬람교를 믿는다.
본디 이곳은 소말리족의 국가인 이파트와 아달의 영토였으나 19세기 말 에티오피아 제국의 황제 메넬리크 2세가 이 곳을 정복했고 1897년 조약을 체결해 에티오피아 영토로 편입된다. 1960년 소말리아가 독립한 이후부터 이 곳에 대한 영유권을 주장했고 1977년에서 1978년 사이에 에티오피아와 소말리아 사이에 이곳을 둘러싸고 오가덴 전쟁이 벌어졌다. 소말리아가 한때 오가덴 전역을 점령하기도 했지만 소련과 쿠바의 지원을 업은 에티오피아의 승리로 현재까지 오가덴 지역은 에티오피아의 영유하에 있다

## 같이 보기
- 오가덴 전쟁